# الأسطول الجوي الثاني
Luftflotte 2  (الأسطول الجوي 2) واحدة من التقسيمات الأساسية للوفتفافه الألمانية في الحرب العالمية الثانية. تم تشكيلها في 1 فبراير 1939 في براونشفايغ وتم نقلها إلى إيطاليا في 15 نوفمبر 1941. تم حلها في 27 سبتمبر 1944. 

## ضباط القيادة
- الجنرال هيلموت فيلمي، 1 فبراير 1939 - 12 يناير 1940
- الجنرال فيلد مارشال ألبرت كيسيلرينج، من 12 يناير 1940 إلى 11 يونيو 1943
- الجنرال فيلد مارشال ولفرام فرايهر فون ريشتهوفن، 12 يونيو 1943 - 27 سبتمبر 1944

رئيس العمال
- أوبرست جوزيف كامهوبر، 1 أكتوبر 1939 - 19 ديسمبر 1939
- جينيرال لوتنانت سبيدل، 19 ديسمبر 1939 - 30 يناير 1940
- أوبرست جيرهارد باسنجي، 30 يناير 1940 - 31 يوليو 1940
- اوبرست هانز سيدمان، 5 أكتوبر 1940 - 11 أغسطس 1942
- اللواء بول ديشمان، 25 أغسطس 1942 - 25 يونيو 1943
- جينيرال لوتنانت إرنست مولر، 1 أكتوبر 1943 - سبتمبر 1944